# Orchidales
Orchidales är en växtordning som inte används längre. Den indelades i familjerna:
- Orkidéer (Orchidaceae) (nu Asparagales)
- Burmanniaceae (nu Dioscoreales)
- Corsiaceae (nu Monocotyledonae)
- Geosiridaceae